# Корейцы во Вьетнаме
Корейцы во Вьетнаме — этническое сообщество Вьетнама, состоящее из корейских эмигрантов и вьетнамских граждан корейского происхождения. Возникло из корейских военных, которые в ходе войны во Вьетнаме сражались на обеих сторонах. После окончания войны уровень миграции и туризма был невысок, пока рост экономики Южной Кореи и упадок КНДР не привели к притоку южнокорейских инвесторов и беженцев из Северной Кореи. Также мужчины из Южной Кореи часто ищут во Вьетнаме жён, создавая смешанные браки, в которых высок уровень домашнего насилия и жестокого обращения с женщинами. По состоянию на 2011 год, согласно статистике Министерства иностранных дел и торговли Южной Кореи, во Вьетнаме насчитывалось около восьмидесяти тысяч корейцев, что делало их сообщество второй по величине корейской диаспорой сообществом в Юго-Восточной Азии (после филиппинской) и десятой в мире. По более поздним оценкам Вьетнамского телевидения, её численность может достигать 130 000 человек.

## Вьетнамская война

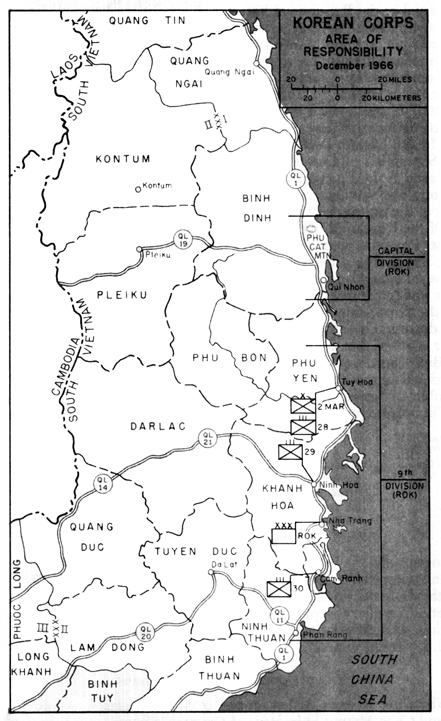
Зоны ответственности южнокорейской армии во Вьетнаме на декабрь 1966 г.

И Северная, и Южная Корея оказывали материальную и военную помощь своим идеологическим союзникам во время Вьетнамской войны, при этом численность южнокорейских войск во Вьетнаме была больше. Президент Южной Кореи Ли Сын Ман предложил отправить войска во Вьетнам еще в 1954 году, но его предложение было отклонено Государственным департаментом США. Первыми южнокорейскими военнослужащими, высадившимися во Вьетнаме 10 лет спустя, были некомбатанты: десять инструкторов по тхэквондо, тридцать четыре офицера и девяносто шесть солдат из госпиталя корейской армии. Всего с 1965 по 1973 год во Вьетнаме сражалось 312 853 южнокорейских солдата. Согласно корейским источникам, они убили 41 400 солдат армии Северного Вьетнама и 5000 мирных жителей. Были случаи совершения ими военных преступлений; те случаи, что были раскрыты во время войны, незамедлительно расследовались, а виновные были наказаны. Также есть сведения, что преступления обычно оставались безнаказанными, имели место массовые убийства, подобные « резне в Сонгми». Единой точки зрения всё ещё нет, поскольку есть и другие предполагаемые преступления, которые, возможно, не были раскрыты. Также южнокорейский контингент оставил во Вьетнаме тысячи детей смешанного корейского и вьетнамского происхождения. Корейские президенты неоднократно приносили извинения и выражали сожаление по этому поводу, южнокорейские общественные организации и отдельные лица предпринимали активные усилия по примирению, однако никакой компенсации не было.
В результате решения Трудовой партии Кореи в октябре 1966 года в начале 1967 года Северная Корея направила истребительную эскадрилью в Северный Вьетнам для поддержки 921-й и 923-й истребительных эскадрилий Северного Вьетнама, защищавших Ханой. Они оставались там до 1968 года, предположительно имея в своём составе 200 пилотов. Кроме того, было отправлено как минимум два зенитно-артиллерийских полка.

## Послевоенная миграция

### Южные корейцы
Через четыре года после нормализации дипломатических отношений в 1992 г. торговля и инвестиции Южной Кореи во Вьетнам быстро росли. Вслед за этим значительно выросла община южнокорейских экспатов во Вьетнаме. По словам Чан Кын Ли из Корейской торгово-промышленной палаты во Вьетнаме, корейцы составляют вторую по величине группу экспатов в стране, больше только тайваньское сообщество; по его оценкам, половина из них живёт в Хошимине. Статистические данные Министерства иностранных дел и торговли Южной Кореи показывают, что их количество выросло почти в 50 раз за немногим более десяти лет: утроилось с 1788 в 1997 году до 6226 в 2003 году, затем увеличилось более чем в тринадцать раз до 84 566 всего шесть лет спустя. Однако через два года после этого численность выросла только на 4 % до 88 120 человек. Существуют некоторые антикорейские настроения, вызванные сокращением обещанных инвестиций, сообщениями о плохом обращении с вьетнамскими мигрантами в Южной Корее и убийством в 2008 году студентки Ханойского национального университета ее южнокорейским парнем. Поскольку обе страны имеют схожую культуру и имеют схожую недавнюю историю, южнокорейские инвесторы проявили большой интерес к инвестированию во Вьетнам.
Южнокорейцы создали ряд общественных организаций во Вьетнаме, в том числе Koviet, группу для корейской молодежи второго поколения, выросшей во Вьетнаме, основанную в 1995 году.

### Северные корейцы

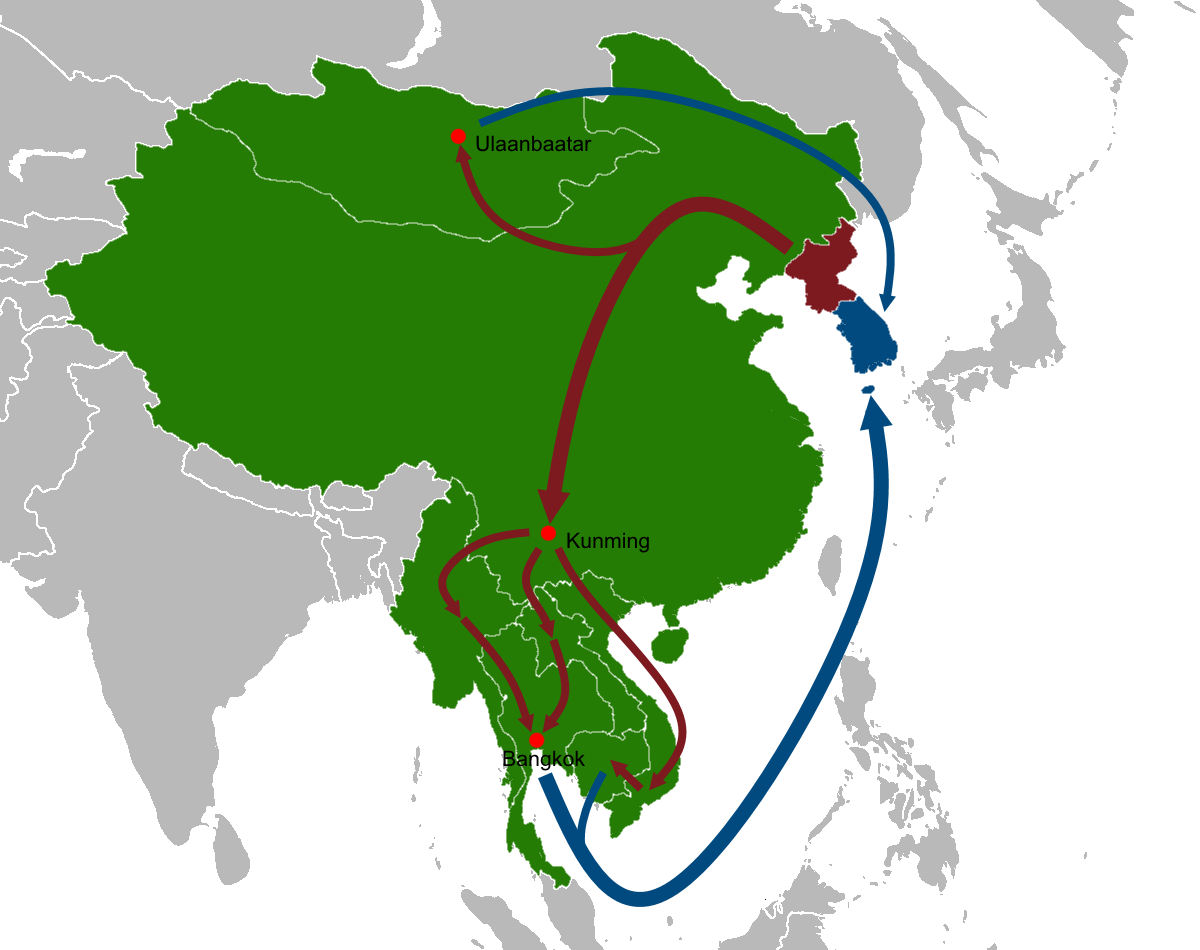
Беженцы из Северной Кореи часто проезжают через Вьетнам по пути в Южную Корею.

До 2004 года тысячи северокорейских беженцев пересекли северную границу Вьетнама в поиске способа добраться до Южной Кореи. Причина выбора такого длинного маршрута переселения в Южную Корею состоит в том, что южнокорейские официальные представительства на территории Китая, следуя инструкциям из Сеула, оказывают помощь лишь тем из беженцев, которые представляют какую-либо политическую ценность или располагают важной разведывательной информацией. В результате этого беженцы из КНДР вынуждены перемещаться в Южную Корею через третьи страны - Монголию, Вьетнам, Таиланд, Бирму и другие государства ЮВА, где они запрашивают убежища в местных южнокорейских представительствах. До 2004 года Вьетнам описывался как «предпочтительный путь отступления из Юго-Восточной Азии» для перебежчиков из Северной Кореи, в основном из-за его менее гористой местности. Хотя Вьетнам официально остается коммунистической страной и поддерживает дипломатические отношения с Северной Кореей, растущие южнокорейские инвестиции во Вьетнам побудили Ханой разрешить транзит северокорейских беженцев в Сеул. Увеличение присутствия Южной Кореи в стране также привлекло внимание перебежчиков. Четыре крупнейших убежища для беженцев во Вьетнаме принадлежали южнокорейским экспатам, и многие перебежчики утверждали, что они решили пересечь границу из Китая во Вьетнам именно потому, что слышали о таких убежищах. В июле 2004 года 468 северокорейских беженцев были переброшены по воздуху в Южную Корею; Вьетнам изначально пытался сохранить свою роль в переброске в секрете, анонимные источники в правительстве Южной Кореи сообщали репортерам, что перебежчики прибыли из «неизвестной азиатской страны». После этого Вьетнам ужесточил пограничный контроль.

## Образование
Первая во Вьетнаме школа для граждан Южной Кореи, школа выходного дня «Ханой Хангыль», была основана 1 марта 1996 года. В ней обучались 122 ученика от детского сада до средней школы. Позже были созданы две корейские международные школы полного дня: «Корейская международная школа, HCMC» в Хошимине (основана 4 августа 1998 года, 745 учеников от детского сада до средней школы); и «Ханойская корейская международная школа», небольшая школа в Ханое (основана 13 июля 2006 г., 63 ученика начальной школы). До открытия «Ханойской корейской международной школы» большинство корейских семей в Ханое отправляли своих детей в местные школы, поскольку другие международные школы были слишком дороги.

## Международные браки
Южнокорейские мужчины ищут жён во Вьетнаме. Было создано две или три тысяч южнокорейских брачных агентств, специализирующихся на таких браках. В 1990-е годы большинство мужей были фермерами, позже к услугам этих агентств стало прибегать всё больше городских жителей. Мужчины ссылаются на трудности в поиске южнокорейской жены, с которыми сталкиваются мужчины с низким уровнем образования или дохода.  По данным на 2006 год, ежегодно около 3000 вьетнамских невест уезжали с новыми южнокорейскими мужьями. Имеются сведения о высоком уровне домашнего насилия, жестокого обращения и разводов в таких браках.